# Vesícula
|  | Per a altres significats, vegeu «Vesícula (desambiguació)». |

Una vesícula és un orgànul present en moltes cèl·lules que forma un compartiment petit i tancat, separat del citoplasma per una bicapa lipídica igual que la membrana cel·lular.

Esquema d'una cèl·lula animal típica, mostrant el citoplasma amb els seus components (orgànuls). Orgànuls: (1) nuclèol (2) nucli (3) ribosomes (4) vesícula (5) reticle endoplasmàtic rugós (REr) (6) aparell de Golgi (7) citoesquelet (8) reticle endoplasmàtic llis (REl) (9) mitocondris (10) vacúol (11) citoplasma (12) lisosoma (13) centríols.

La funció de les vesícules és emmagatzemar, transportar i digerir productes i residus cel·lulars. Són una eina fonamental de la cèl·lula per l'organització del metabolisme.

Moltes vesícules són creades a l'aparell de Golgi (AG), però també al reticle endoplasmàtic, o es formen a partir de parts de la membrana plasmàtica. 